# سنديان أرمني
السنديان الأرمني نوع نباتي شجري من جنس السنديان من الفصيلة الزانية.

## الموئل والانتشار
موطن هذا النوع في مناطق القوقاز (أذربيجان وأرمينيا وجورجيا) وصولاً إلى تركيا.